# Jalisse
Jalísse (рус. Джали́сс) — итальянский поп-дуэт, в состав которого входят Алессандра Друсиан и Фабио Риччи. Группа была сформирована, когда её участникам было ещё по 14 лет, и они до сих пор продолжают свою творческую активность.
В 1997 Jalisse победили на музыкальном фестивале в Сан-Ремо с песней «Fiumi di parole» («Реки слов»), и стали представителями Италии на конкурсе песни Евровидение 1997. На этом конкурсе дуэт занял четвёртое место с результатом 114 очков. Интересно, что после подведения итогов Италия надолго потеряла интерес к Евровидению, и с 1998 по 2010 год не участвовала в конкурсе.
Вскоре Jalisse предпринимали попытку участия на Евровидении 2008 как участники от Сан-Марино, но не были выбраны профессиональными жюри.

## Дискография

### Альбомы
- Il cerchio magico del mondo (1997)
- Siedi e ascolta (2006)
- Linguaggio universale (2009)

### Синглы
- Vivo (1995)
- Liberami (1996)
- Fiumi di parole (1997)
- Luce e pane (1999)
- I’ll Fly (2000)
- 6 desiderio (2004)
- Tra rose e cielo (2007)
- Siamo ancora qui (2009)
- Non voglio lavorare (2009)
- No quiero trabajar (2009)
- Ritornerà il futuro (2011)